# Tramwaje w Mediolanie
Tramwaje w Mediolanie − system komunikacji tramwajowej działający w Mediolanie, we Włoszech, prowadzony przez Azienda Trasporti Milanesi (ATM).
Funkcjonuje on nieprzerwanie od 1881 r. Ma obecnie 180,3 km długości, co czyni go jednym z największych na świecie. Składa się z 17 linii miejskich. Szerokość toru wynosi 1445 mm.
Podczas gdy metro w Mediolanie charakteryzuje się niskim poziomem centralizacji, z nie więcej niż dwiema liniami przecinającymi się na każdej ze stacji przesiadkowych, sieć tramwajowa jest zasadniczo scentralizowana, a prawie połowa linii przechodzi lub kończy się wokół Piazza del Duomo, centralnego placu miasta.

## Historia

### Konie i para (1876-93)

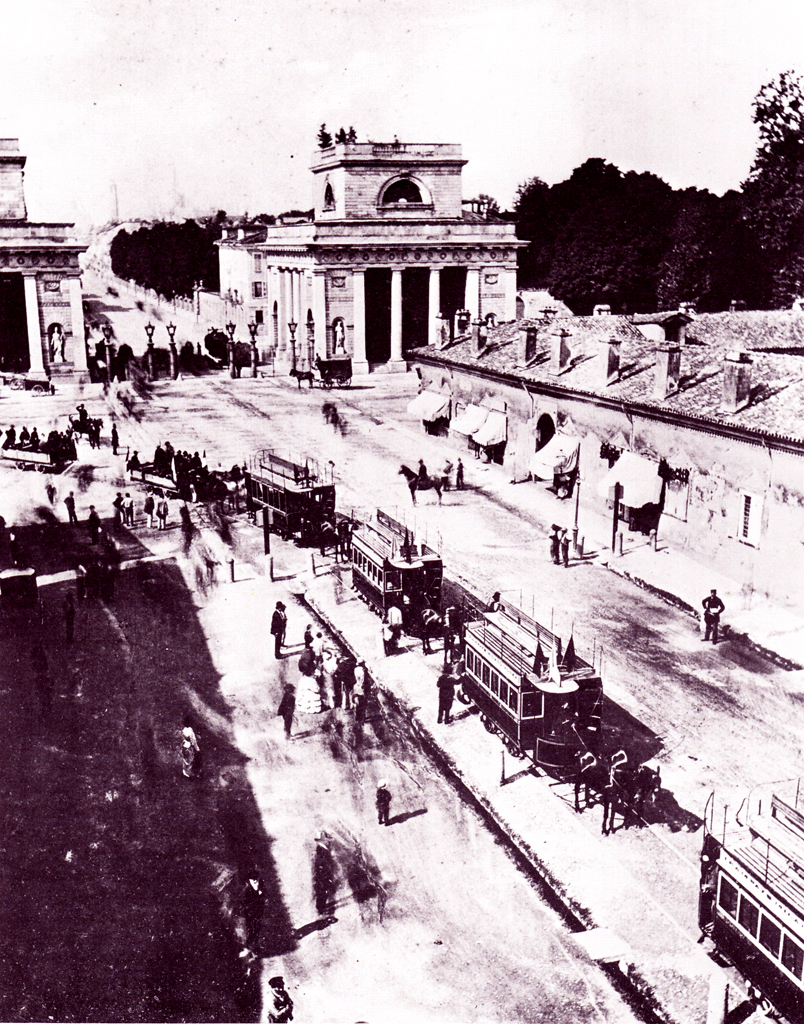
Otwarcie linii Mediolan–Monza, 1876 r.

Pierwszą linię tramwajową Mediolan–Monza, obsługiwaną tramwajami konnymi, otwarto 8 lipca 1876 r. Koniec tej linii znajdowała się przy Porta Venezia, poza granicami miasta.
24 czerwca 1877 r. otwarto drugą linię tramwajową między Mediolanem a Saronno z zajezdnią przy Arco della Pace.
Już po kilku miesiącach władze miasta zgodziły się na ułożenie torów w mieście. Linia z Monzy została zatem przedłużona do Piazza San Babila, a linia z Saronno przez Piazza d'Armi do Via Cusani, w granicach miasta.
Rok później, 6 czerwca 1878 r., uruchomiono pierwszy mediolański tramwaj parowy do Vaprio. Sukces tej linii sprawił, że trakcja parowa stała się popularna. W związku z tym przedłużono istniejącą linię do Saronno (1878) i zbudowano nowe linie do Sedriano (1879), Vimercate, Pavia i Lodi (1880), Giussano (1881) i innych. Linie te nie tworzyły jednej sieci, ale były obsługiwane przez różne firmy, z różnych krańcówek.
Pierwsza miejska sieć tramwajowa w Mediolanie, z trakcją konną, została otwarta w 1881 roku na Wystawie Narodowej. Sieć ta została ułożona promieniście, z centralnym punktem końcowym na Piazza del Duomo i liniami prowadzącymi w kierunku bram miejskich. Zarządzała nią Società Anonima degli Omnibus (SAO).

### Era Edisona (1893-1917)

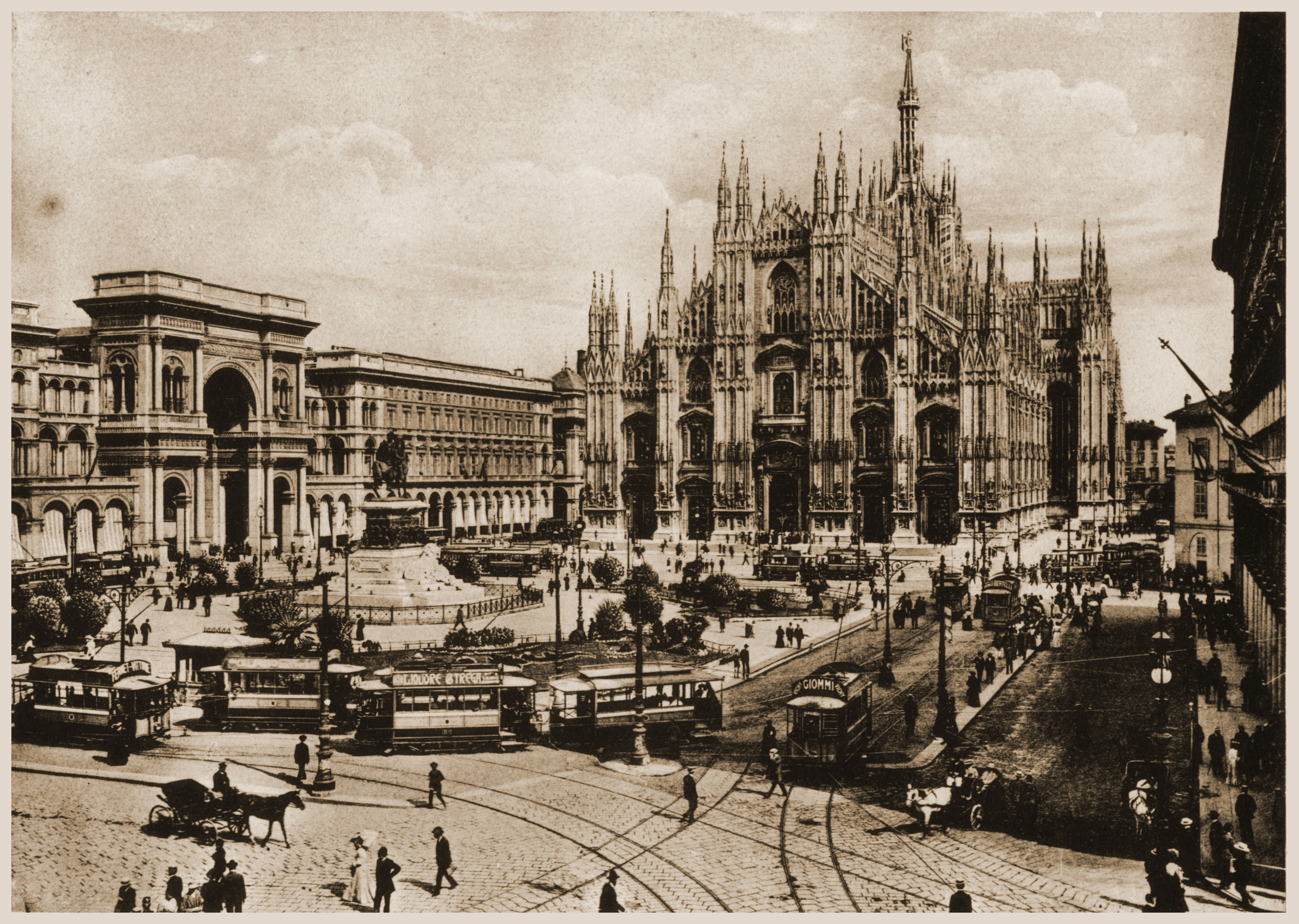
Tramwaje elektryczne przy Piazza del Duomo.

W 1892 roku włoska firma dostarczająca energię elektryczną Edison przedstawiła projekt elektryfikacji miejskiej sieci tramwajowej. Pierwszym etapem tego projektu była eksperymentalna linia z Piazza del Duomo do Corso Sempione przez nowe osiedla mieszkaniowe, aby zademonstrować zalety nowego systemu. Rok później rozpoczęto prace nad resztą projektu. W 1895 roku Edison zastąpił SAO w zarządzaniu siecią. Elektryfikacja została zakończona w 1901 roku. W 1910 r., po rozbudowie sieci, wprowadzono numerację linii od 1 do 30.

### Wczesne lata ATM (1917–1945)
W 1917 r. gmina Mediolan przejęła bezpośrednią kontrolę nad siecią tramwajową miasta za pośrednictwem Ufficio Tramviario Municipale. Do zarządzania działalnością sieci powołano nową korporację - Azienda Tranviaria Municipale (ATM).
W 1926 r. sieć została znacznie zreformowana. Tzw. „karuzela” na Piazza del Duomo, która stała się źródłem utrudnień dla rozwijającego się ruchu samochodowego w Mediolanie, została zamknięta. Linie promieniste, które wcześniej skupiały się na tym końcu, zostały przekształcone w linie w kształcie litery „V”, które w zamian za to zawijały do jednego z dwóch terminali położonych stosunkowo blisko siebie. Dodatkowo, chcąc zniechęcić pasażerów do niepotrzebnie długich podróży, ATM rozpoczął sprzedaż biletów jednorazowych, bez określonego okresu ważności.
Od następnego roku, aż do 1930 wprowadzono do eksploatacji 502 tramwaje serii 1500. Tramwaje te, z których wiele jest nadal w eksploatacji, były wzorowane na najnowocześniejszych wówczas amerykańskich tramwajach Petera Witta.
W 1931 roku kilka linii tramwajowych zostało zmodyfikowanych do obsługi nowego dworca kolejowego Milano Centrale, położonego kilkaset metrów na północ od swojego poprzednika.
Pierwsze linie trolejbusowe w Mediolanie uruchomiono w 1933 roku. Jednak w przeciwieństwie do wielu włoskich miast Mediolan nie zastąpił swoich tramwajów tą nową formą transportu publicznego. Trolejbusy zostały wykorzystane jako uzupełnienie tramwajów na trasach peryferyjnych, w szczególności na zewnętrznej obwodnicy Mediolanu. Sieć tramwajowa, która została jeszcze bardziej rozbudowana, była nadal wydajna (dzięki szerokim ulicom Mediolanu i wielu prywatnym domom) i w całości dwutorowa, z przestronnymi i nowoczesnymi wagonami tramwajowymi. W tym samym roku rozbudowano wiele miejskich linii autobusowych, szczególnie do miejscowości poza granicami miasta, które zostały przyłączone do gminy Mediolan w 1923 roku.
W 1939 roku rozbudowana sieć dalekobieżnych tramwajów, zelektryfikowana w poprzedniej dekadzie przez Società Trazione Elettrica Lombarda (STEL), przeszła pod zarząd ATM. Sieć tramwajów miejskich osiągnęła w tym samym roku swoje apogeum. II wojna światowa spowodowała poważne uszkodzenia na całej sieci jednak udało się je szybko usunąć.

### Skurczenie i ożywienie (od 1945)
Po wojnie tramwaje zaczęły być postrzegane jako przestarzały i nieelastyczny środek transportu dla Mediolanu. Piano Regolare Generale Comunale (PRGC) z 1953 r. nawoływał do całkowitego wyeliminowania tramwajów z centrum miasta i zastąpienia ich podziemną siecią metra (propozycja ta pojawiała się już przed wojną).

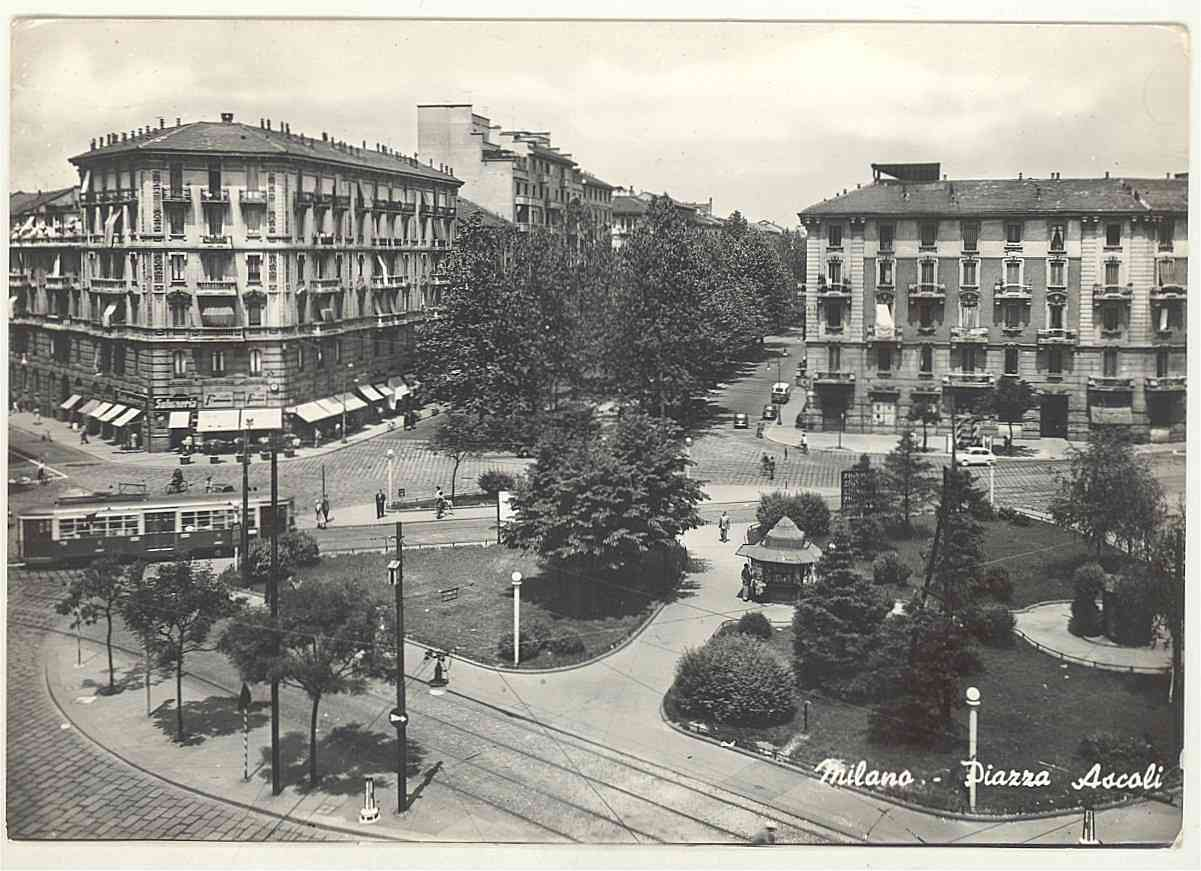
Tramwaj na Piazza Ascoli, 1964.

Realizacja tego planu rozpoczęła się szybko. W 1957 r. rozpoczęto prace nad wykopem pierwszej linii metra, co doprowadziło do usunięcia linii tramwajowych z niektórych krytycznych osi komunikacyjnych (Corso Buenos Aires, Corso Vittorio Emanuele, Via Dante itp.). Zamknięte odcinki tramwajowe nie zostały później przywrócone, ale zastąpione nowymi liniami autobusowymi (Viale Liguria, Via Canonica). Z drugiej strony przedłużono dwie linie tramwajowe, obsługujące nowe przedmieścia Taliedo (1964) i Gratosoglio (1969).
W latach 50. i 60. zamknięto również prawie wszystkie międzymiastowe tramwaje w Mediolanie i zamieniono je na linie autobusowe.
Kolejne gwałtowne kurczenie się sieci tramwajowej nastąpiło 9 marca 1970 roku. W związku z wprowadzeniem biletów czasowych (zamiast biletów na pojedyncze przejazdy) sieć została zasadniczo zreorganizowana, z wyeliminowaniem zdublowanych linii. Dwa lata później również z Corso Garibaldi zniknęły tramwaje, by zrobić miejsce dla budowanej II linii metra.
Mimo to sieć tramwajowa w Mediolanie, choć zmniejszona, była nadal modernizowana. W 1971 roku weszła do eksploatacji nowa seria wagonów tramwajowych 4800 Jumbotram. Ich budowa polegała na łączeniu ze sobą nadwozi starszych tramwajów.

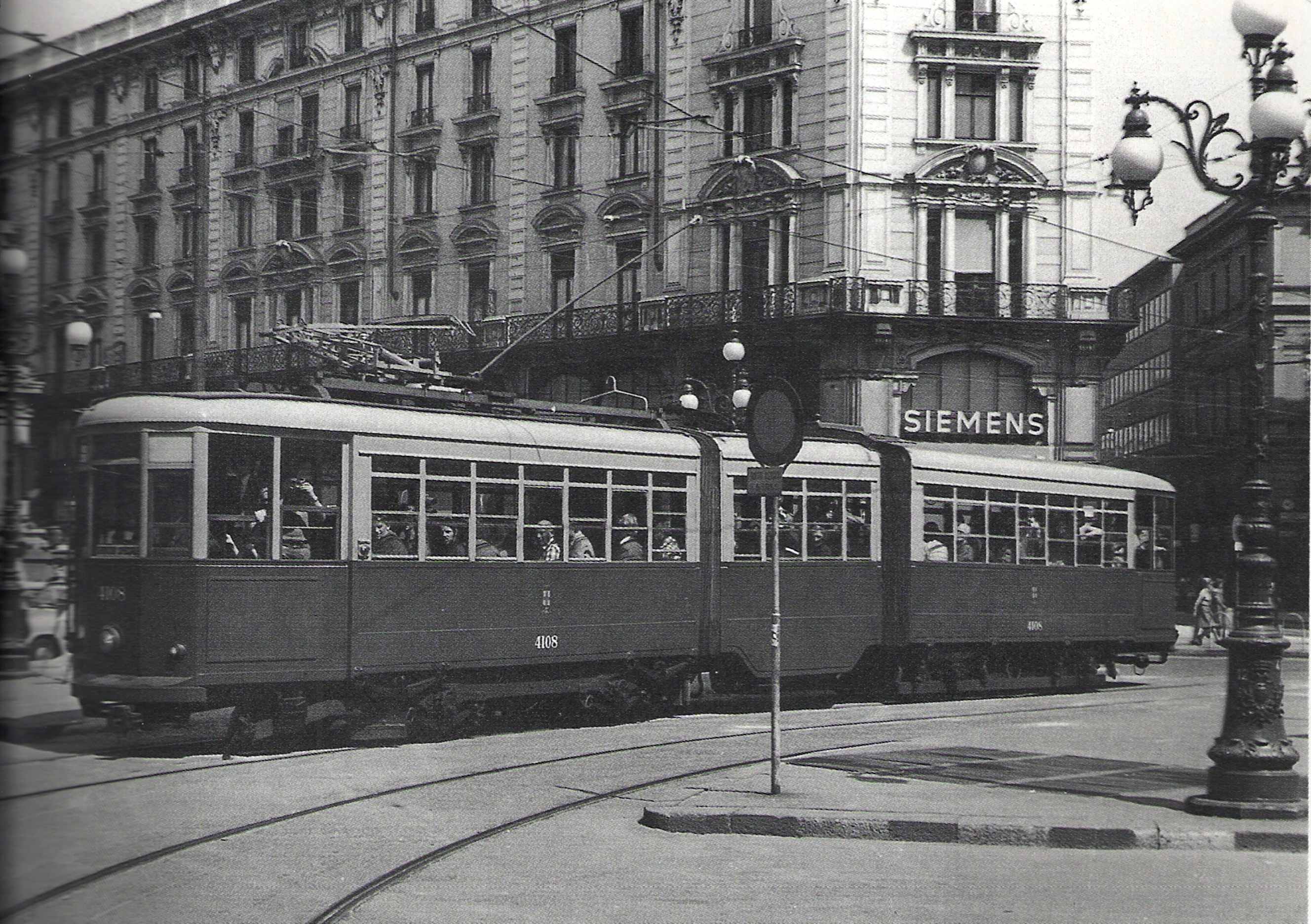
Tramwaj serii 4100 z widocznymi dwoma odbierakami prądu podczas przebudowy sieci trakcyjnej (1976)

Do 1972 r. we wszystkich tramwajach jeździli konduktorzy. Zostali oni wycofani między 1972 a 1979 r. (z wyjątkiem linii międzymiastowych), ponieważ ATM stopniowo przechodziło na jednoosobową eksploatację tramwajów. Jednocześnie przebiegała przebudowa taboru polegająca na zamianie pałąków, na pantografy. Wymagana modyfikacja sieci trakcyjnej została rozłożona na kilka lat ze względów kosztowych i praktycznych. Pierwsze tramwaje prowadzone przez jedną osobę i z nowymi odbierakami prądu wyjechały na ówczesną linię nr 2 w sierpniu 1972 r., a cały proces zakończono na początku 1979 r., z wyjątkiem dwóch linii międzymiastowych do Desio (z odgałęzieniem do Milanino) i Limbiate na których tramwaje jeździły z pałąkami odpowiednio do jesieni 1983 i października 1986 roku.
W 1976 roku zamówiono tramwaje serii 4900, w oczekiwaniu na (nigdy niezrealizowane) przekształcenie okrężnej trasy trolejbusowej 90/91 w linię lekkiej kolei. W 1981 roku otwarto trasę przez Via Larga, aby skrócić czas przejazdu w centrum miasta.
Na początku lat 90., pomimo otwarcia przedłużenia Gratosoglio – Rozzano (1992), sieć tramwajowa uległa dalszym cięciom, spowodowanym uruchomieniem III linii metra.
Dopiero w 1994 r. rozpoczął się proces odnowy linii tramwajowych, polegający na tworzeniu nowych linii, odbudowie opuszczonych odcinków i opracowaniu nowych wytycznych, które miały być realizowane według nowoczesnych standardów (szybki tramwaj). Nowe linie tramwajowe mogły więc zostać zbudowane do Bicocca (2002), Niguarda (2003), Porta Lodovica-Piazza Abbiategrasso (2003), Precotto (2007) i Cinisello (2009).
Dodatkowo na początku lat 90. odmłodzono flotę liniową wprowadzając do eksploatacji serie 7000 (ADtranz Eurotrams) oraz 7100/7500/7600 (Sirio i „Sirietto”), zastępując przy tym wiele starych tramwajów serii 1500 i 4800.

## Linie

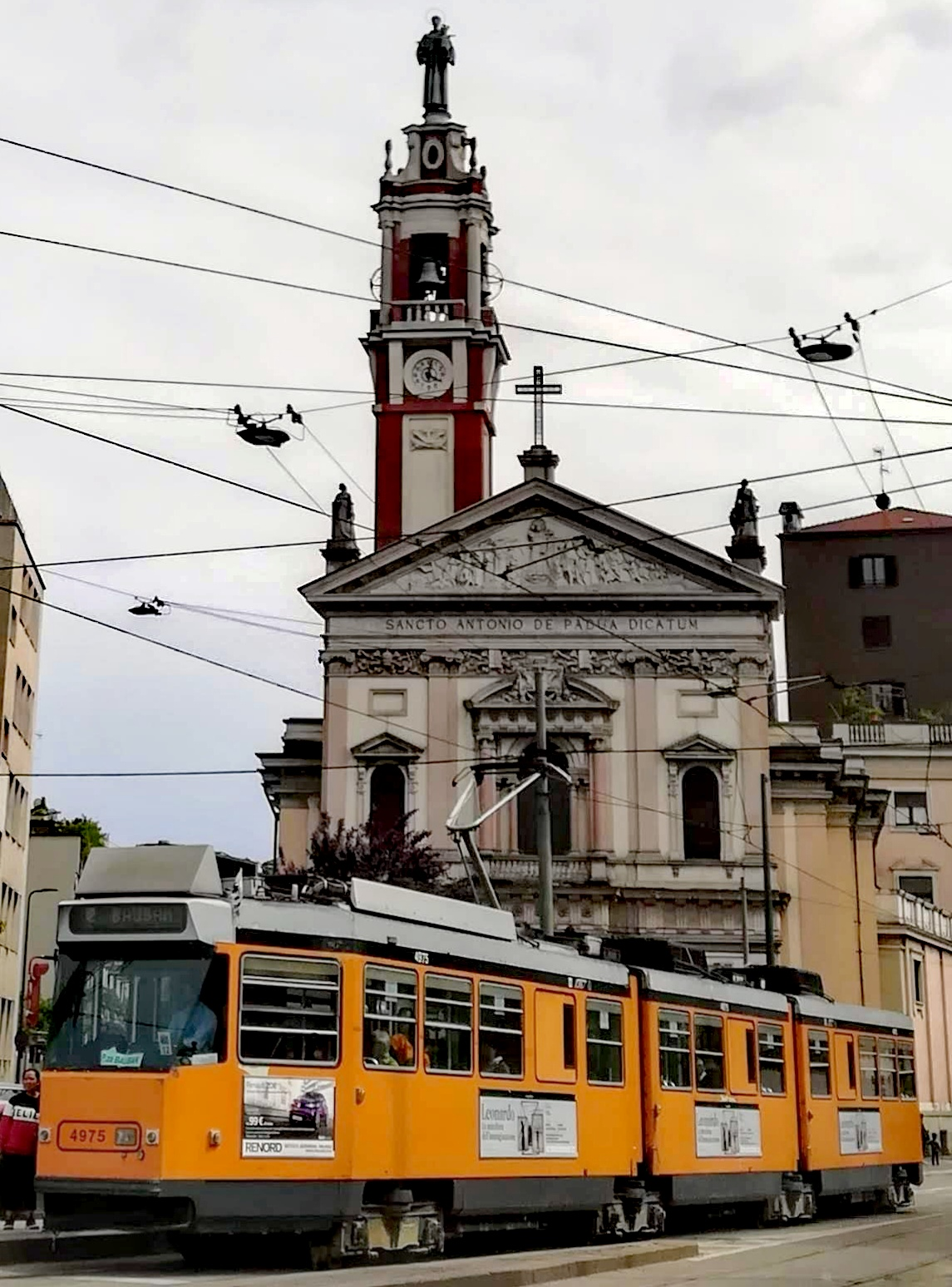
Tramwaj serii 4900 na linii 2 przy via Carlo Farini (Monumentale)

Sieć tramwajowa Mediolanu obejmuje następujące linie:

### Linie miejskie
- 1 Greco (Via Martiri Oscuri) ↔ Roserio
- 2 Piazza Bausan ↔ Piazzale Negrelli
- 3 Duomo (Via Cantù) ↔ Gratosoglio
- 4 Piazza Castello ↔ Niguarda (Parco Nord) (Metrotranvia Nord)
- 5 Ortica (Via Milesi) ↔ Ospedale Niguarda
- 7 P.le Lagosta ↔ Precotto (Via Anassagora) (Metrotranvia di Bicocca)
- 9 Staz. Centrale (Piazza IV Novembre) ↔ Staz. Genova (węzeł przesiadkowy z pociągami dalekobieżnymi oraz liniami metra M2 i M3)
- 10 Viale Lunigiana ↔ Piazza XXIV Maggio
- 12 Roserio ↔ Viale Molise
- 14 Cim. Maggiore ↔ Lorenteggio
- 15 Duomo (Via Dogana) ↔ Rozzano (Via Guido Rossa) (Metrotranvia Sud)
- 16 Stadion San Siro (Piazza Axum) ↔ Via Monte Velino
- 19 Lambrate (węzeł przesiadkowy z linią metra M2) ↔ Piazza Castelli
- 24 Piazza Fontana ↔ Vigentino (Via Selvanesco)
- 27 Piazza Fontana ↔ Viale Ungheria
- 31 Bicocca ↔ Cinisello (Via I Maggio) (Metrotranvia di Cinisello)
- 33 P.le Lagosta ↔ Viale Rimembranze di Lambrate

## Tabor

### Serie wycofane z ruchu liniowego

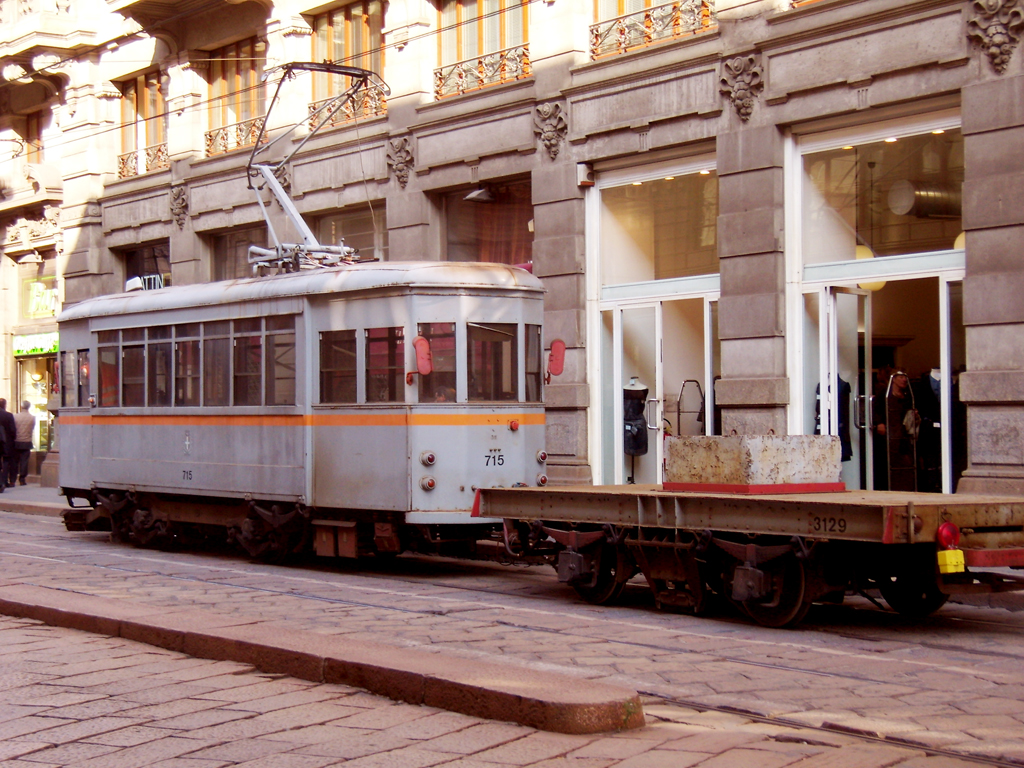
Tramwaj serii 700 na via Orefici

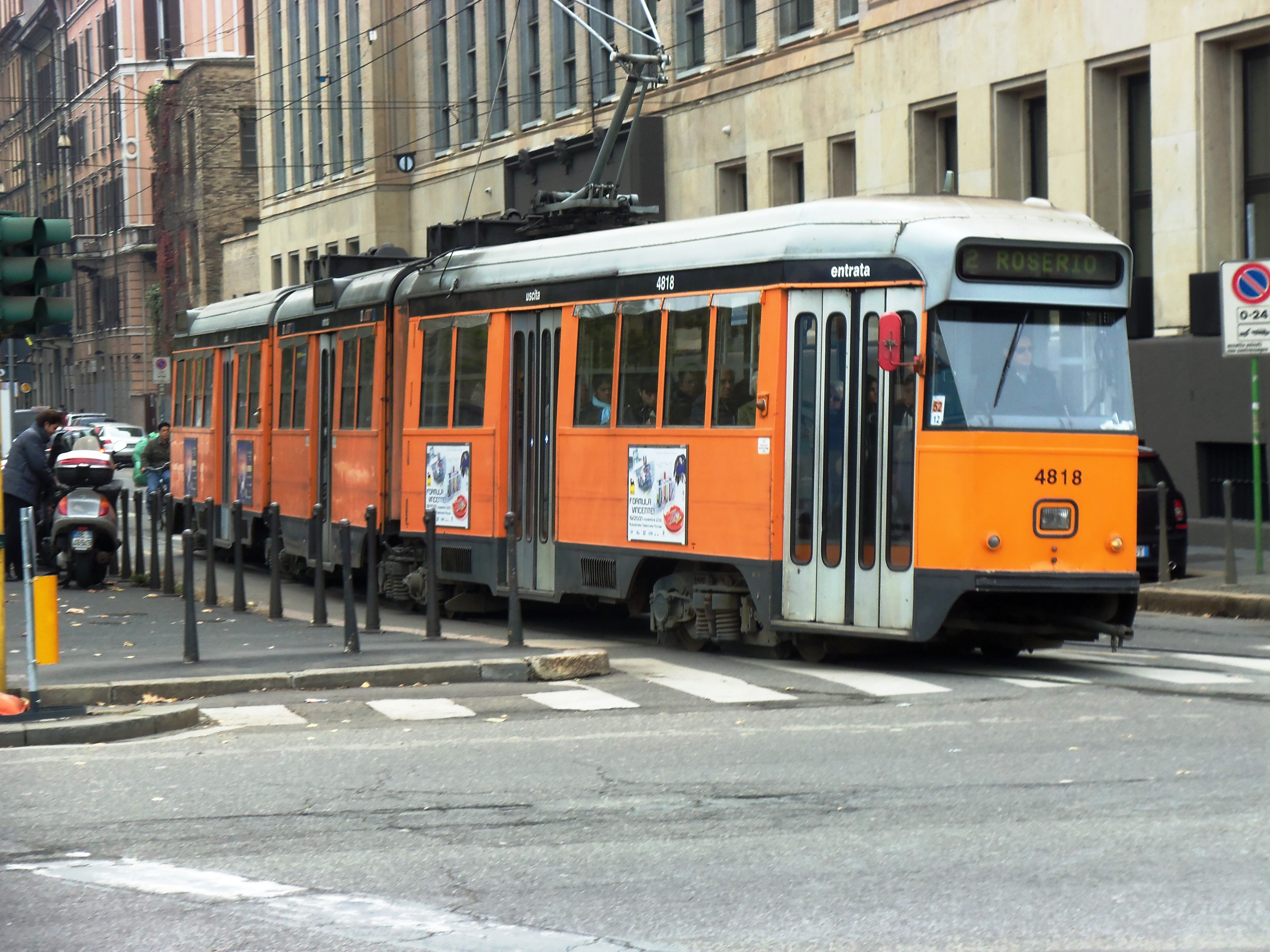
Tramwaj serii 4800 JumboTram, listopad 2010

W przeszłości sieć miejską w Mediolanie obsługiwały następujące serie tramwajów:
- „Edison” (ostatni wycofany na początku lat 60.);
- Seria 600 (wycofana w latach 60.);
- Seria 700 (w ruchu liniowym do lat 60., następnie przebudowana do użytku wewnętrznego jako posypywarki, pługi śnieżne itp. );
- Seria 3000 (wycofana w latach 60.);
- Seria 4000 (wycofana w latach 70.);
- Seria 4500 (wycofana w połowie lat 60.);
- Seria 4800 (wycofana pod koniec 2010 r.);
- Seria 5000 (wycofana w latach 70.);
- Seria 5100 (wycofana w 1986 r.);
- Seria 5200 i 5300 (wykorzystane w latach 70. do budowy tramwajów serii 4800);
- Seria 5400 (jeden wykorzystany do budowy prototypu 4801; dwa sprzedane ATAC[12] w Rzymie, a następnie złomowane).

### Obecna flota
Nadal w eksploatacji są tramwaje następujących serii:
- Seria 1500;
- Seria 4600 (Stanga/Tibb, dwuczłonowy);
- Seria 4700 (Stanga/Tibb, dwuczłonowy);
- Seria 4900 (Fiat Ferroviaria i OMS JumboTram, trzyczłonowy);
- Seria 7000 (ADtranz Eurotram, siedmioczłonowy);
- Seria 7100 (AnsaldoBreda Sirio, siedmioczłonowy);
- Seria 7500 (AnsaldoBreda Sirio, pięcioczłonowy);
- Seria 7600 (Ansaldobreda Sirio, pięcioczłonowy).

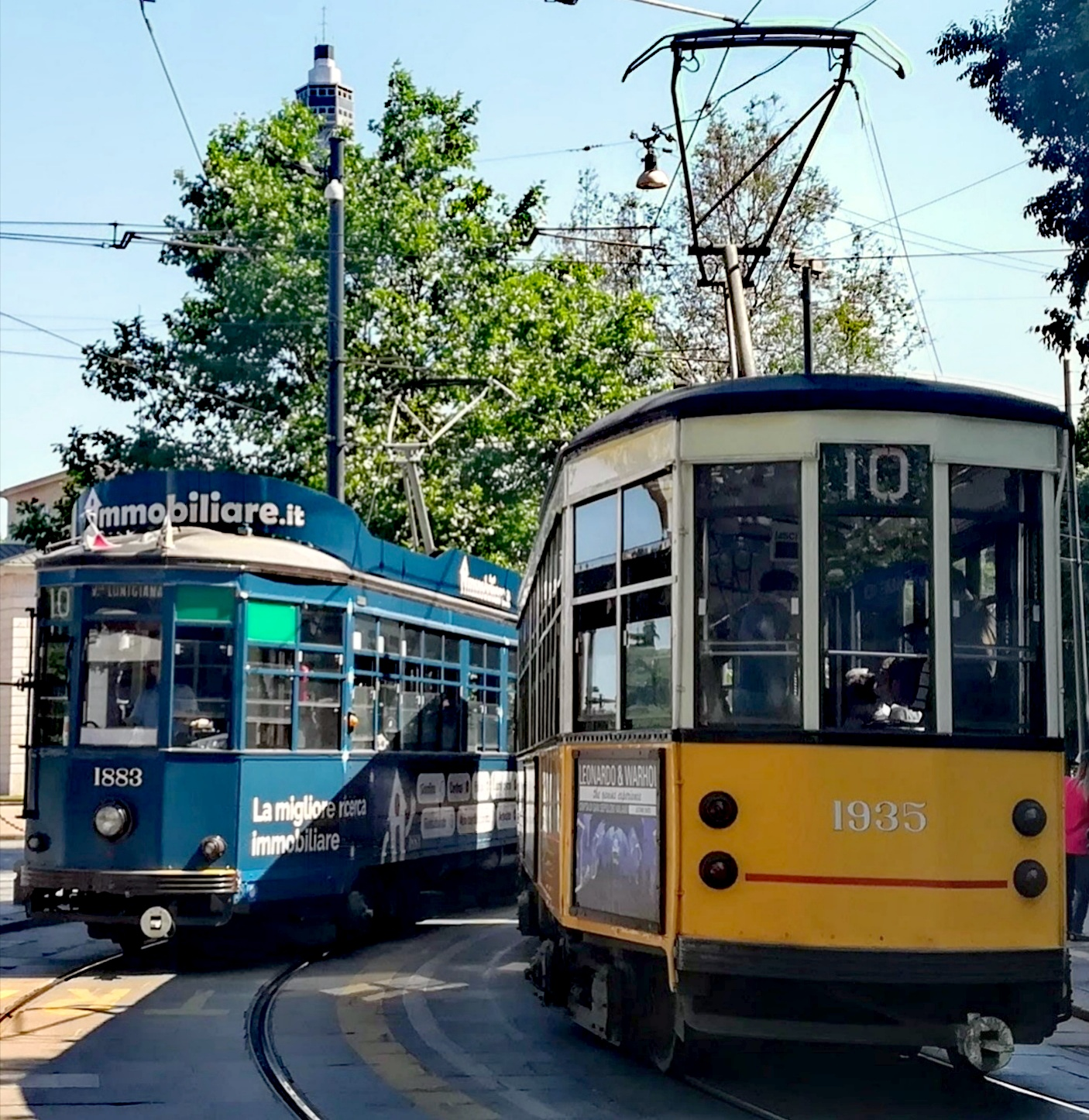
Seria 1500
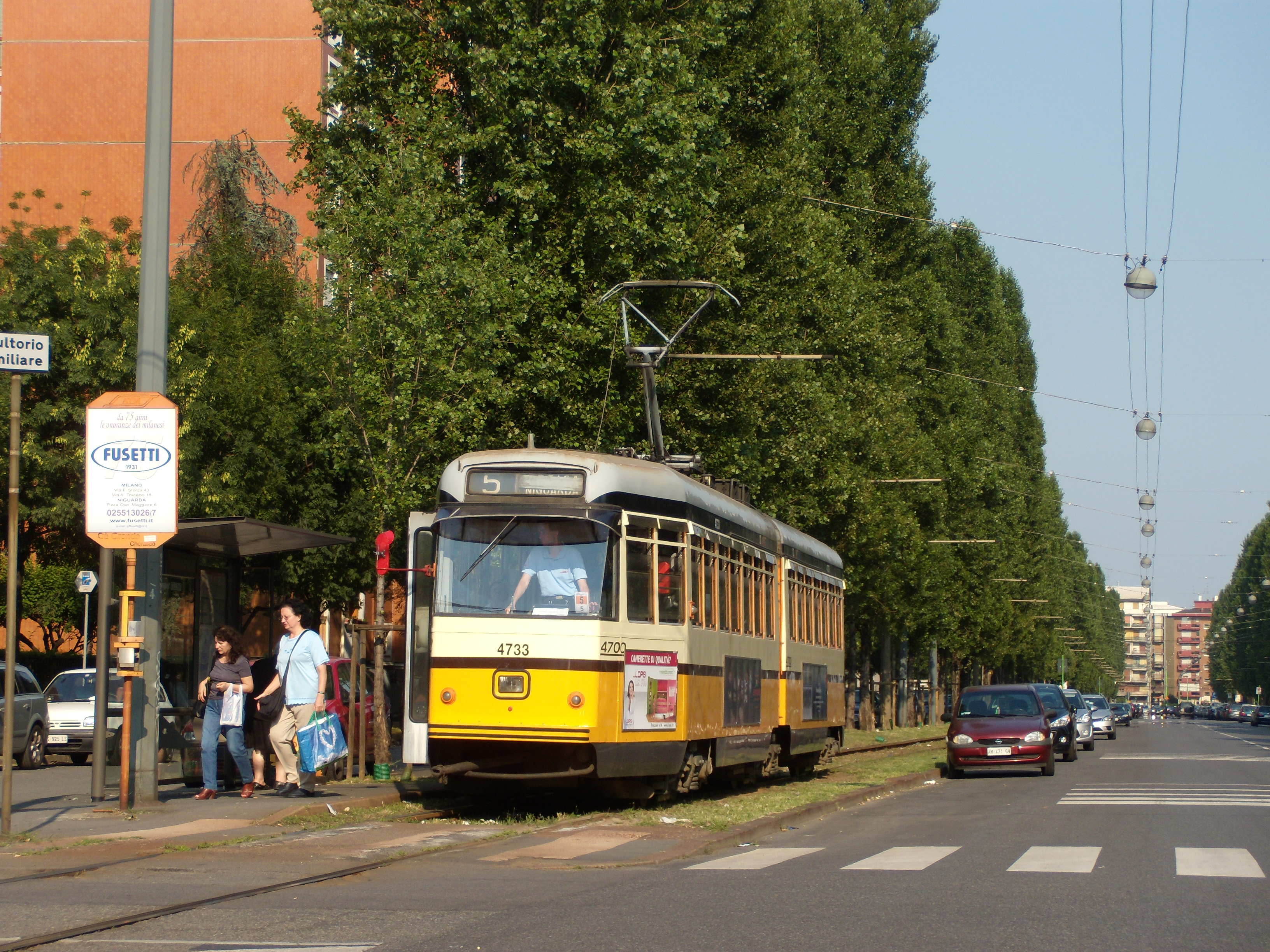
Seria 4600/4700
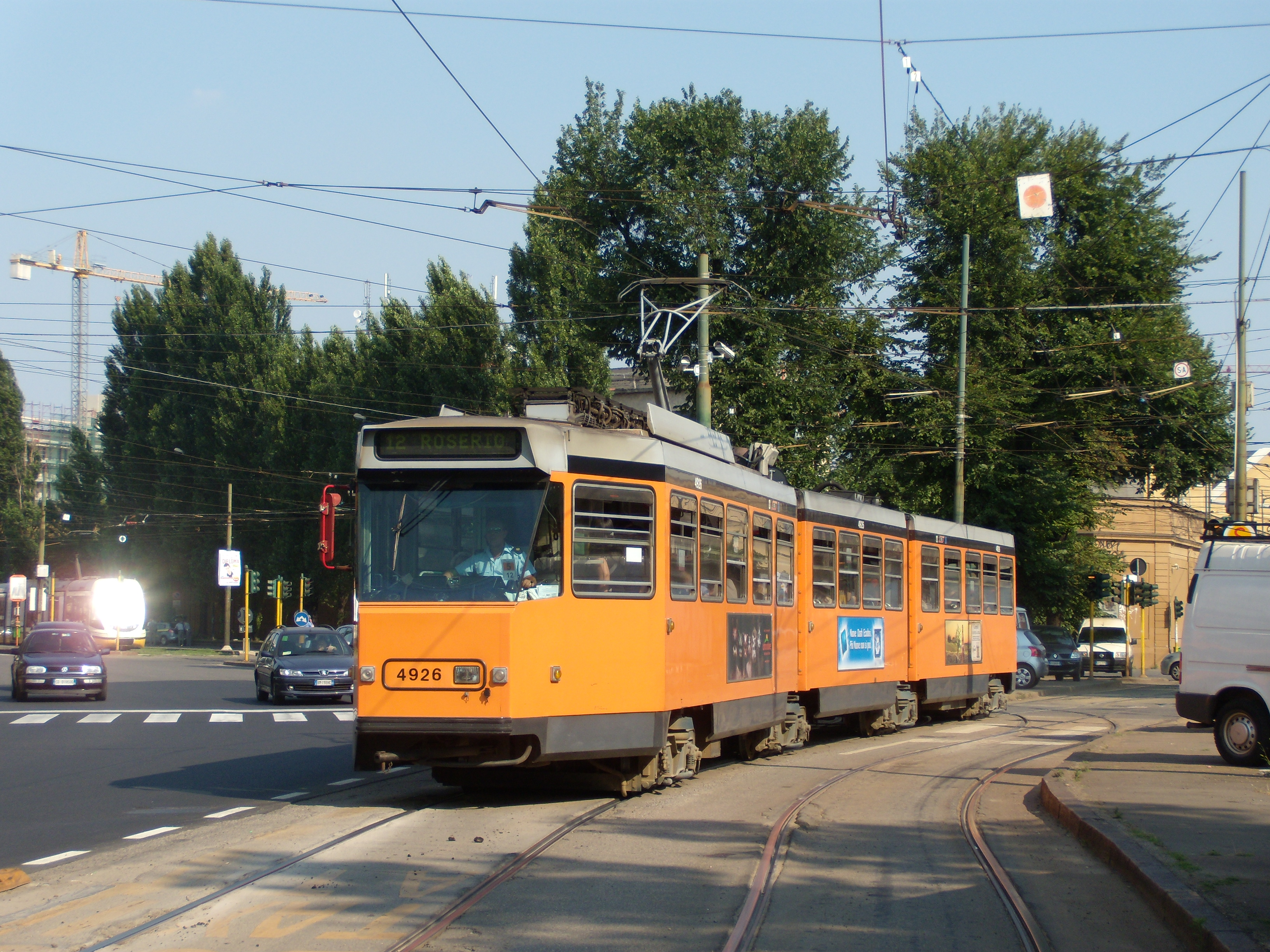
Seria 4900
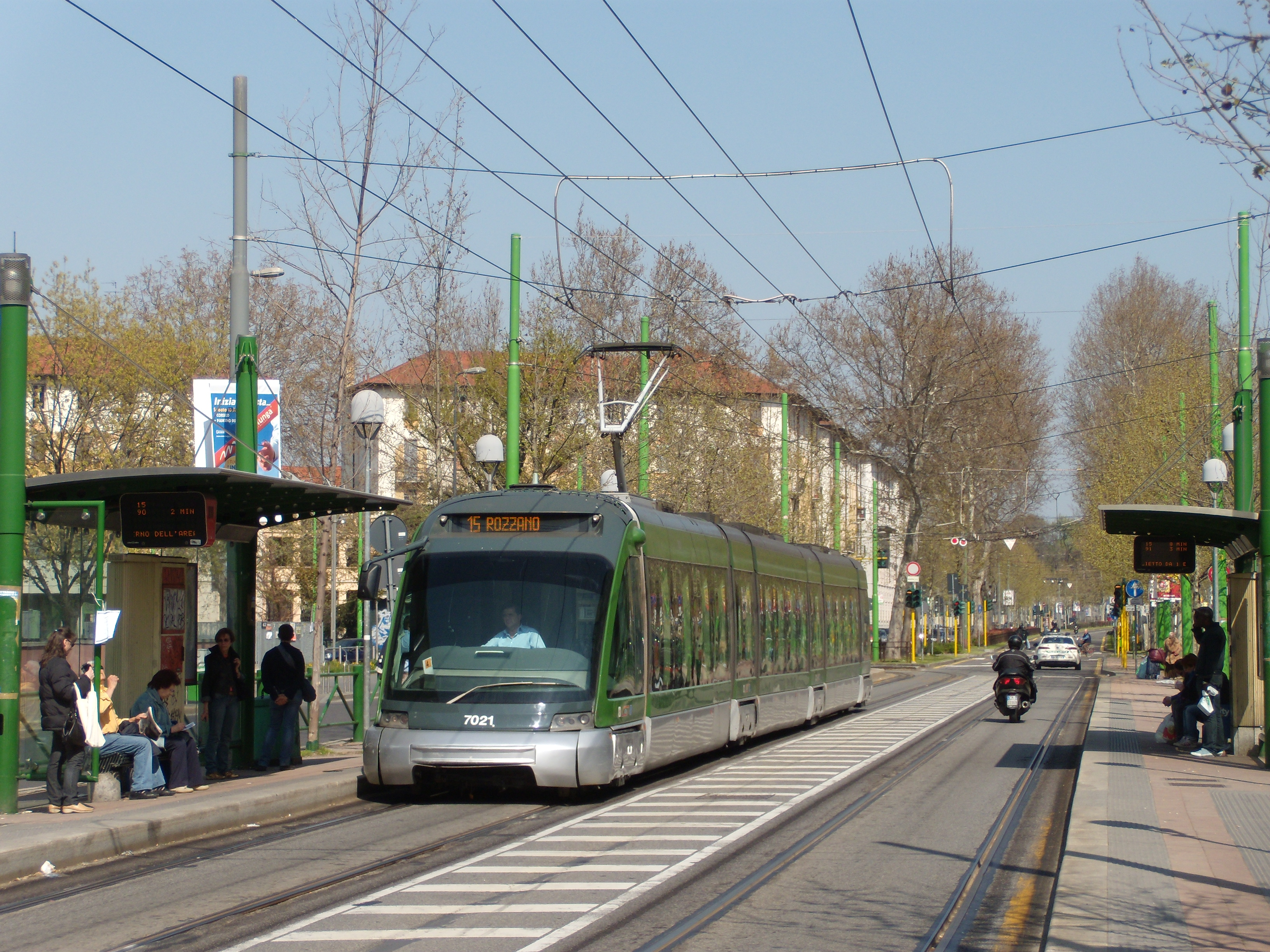
Seria 7000
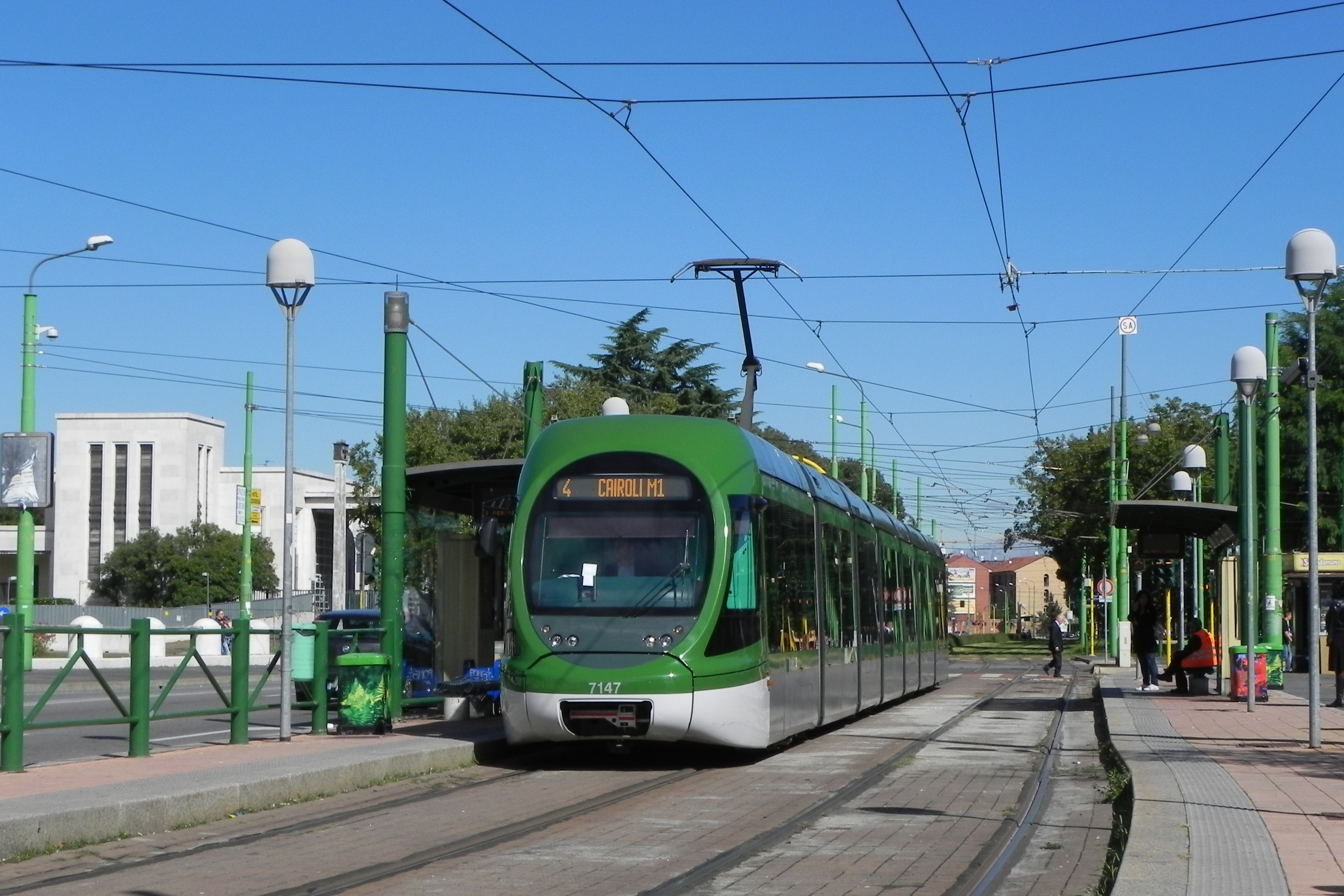
Seria 7100
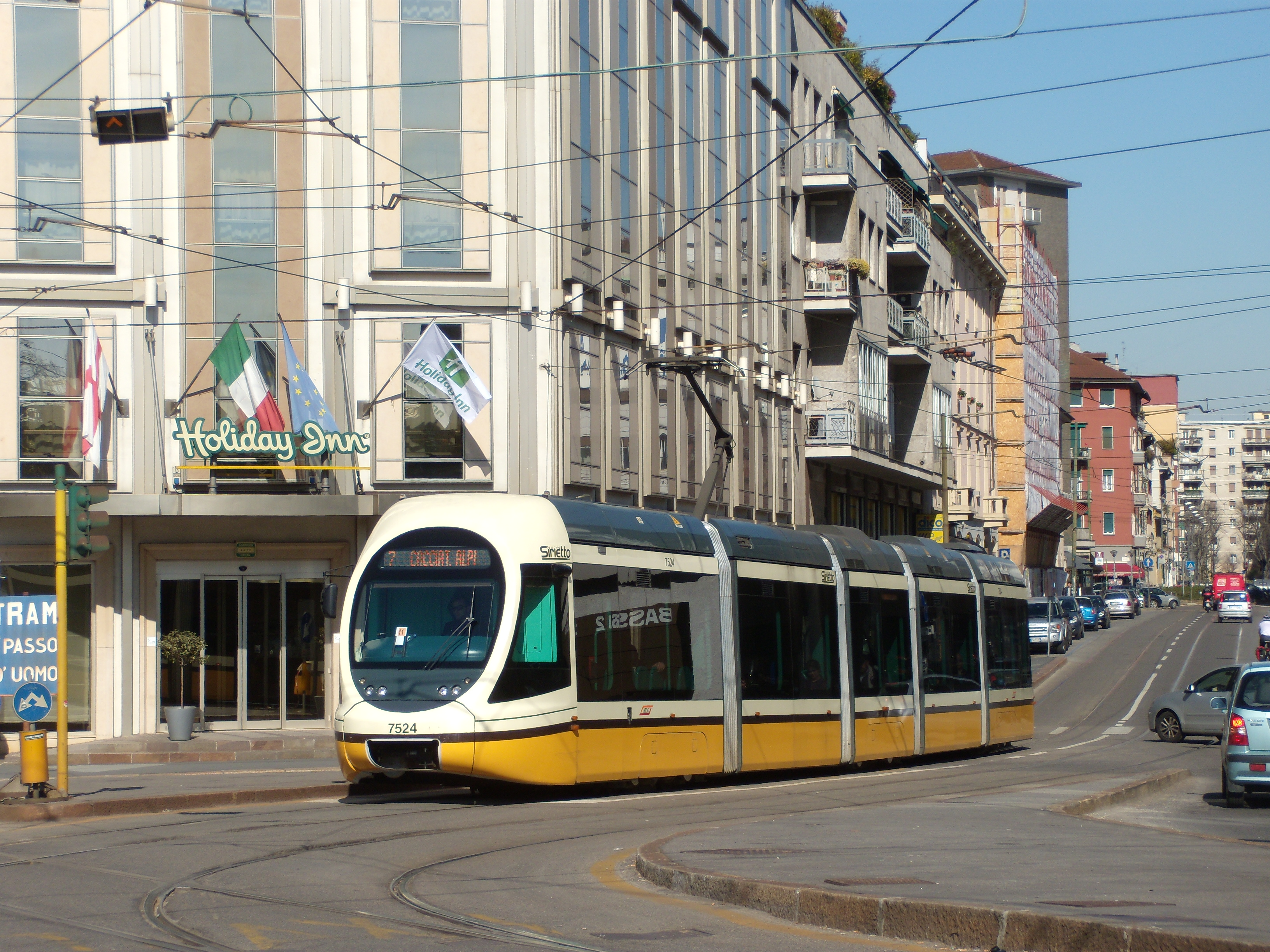
Seria 7500/7600

## Zajezdnie

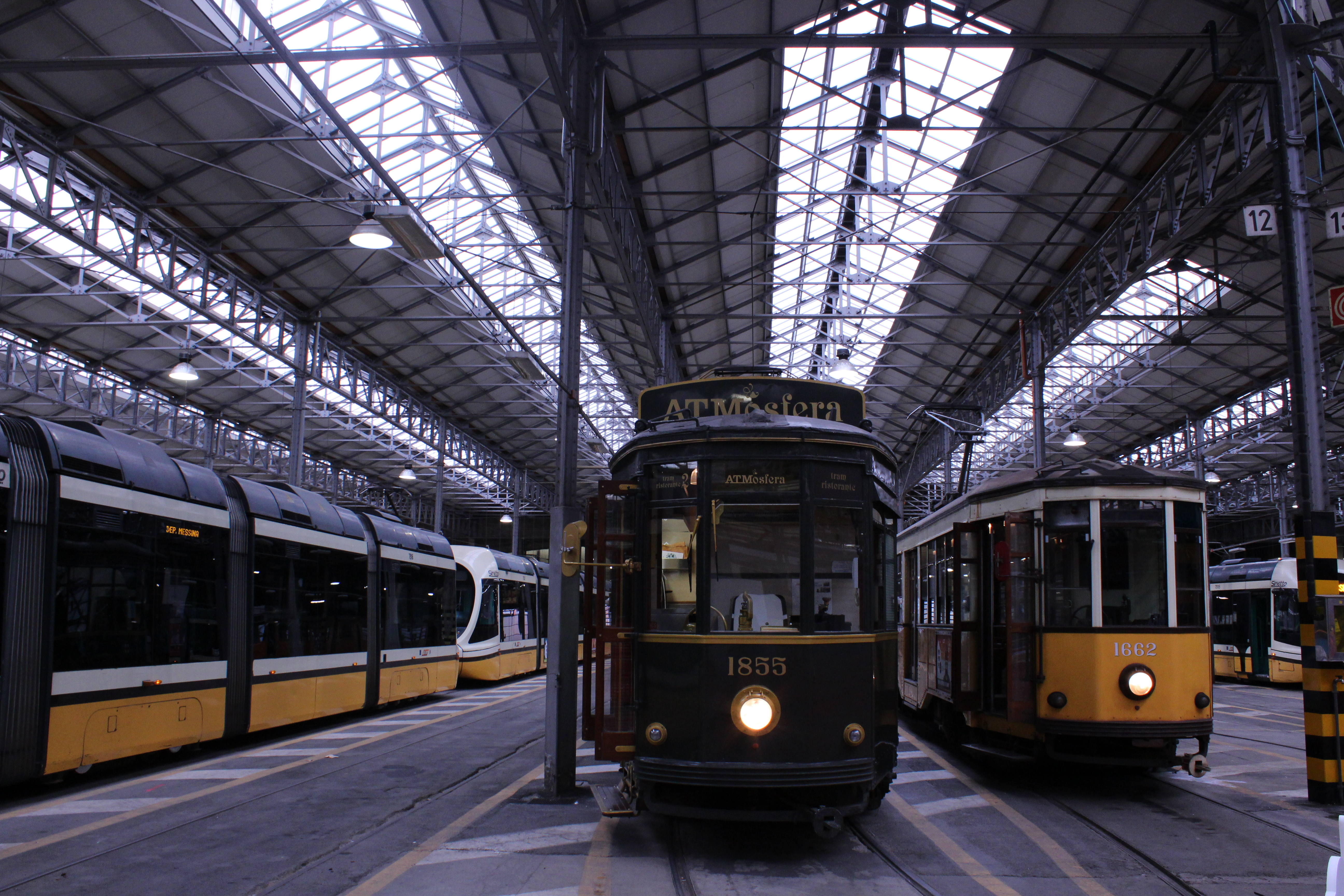
Tramwaje w zajezdni przy Via Messina

ATM obsługuje siedem zajezdni (pięć miejskich i dwie międzymiastowe), pod następującymi adresami:
- Via Ruggero Leoncavallo, 32 – Mediolan
- Via Messina 41 – Mediolan
- Via Forze Armate, 80 – Mediolan (znana jako Zajezdnia Baggio)
- Via Pietro Custodi, 7 – Mediolan (znana jako Zajezdnia Porta Ticinese)
- Via Anassagora (Precotto) – Mediolan
- Via Milano, 4 – Varedo (zajezdnia międzymiastowa)
- Corso Italia, 150 – Desio (zajezdnia międzymiastowa, obecnie opuszczona)

## Plany
Najbardziej wysunięty na południe odcinek Via Ripamonti, biegnący od dzielnicy Vigentino do granicy miejskiej z Operą, jest przygotowywany do ewentualnego przedłużenia linii 24, jednak do marca 2016 r. nie został w związku z tym rozpisany żaden przetarg.